# 蚬冈镇
蚬冈镇，是中华人民共和国广东省江门市开平市下辖的一个乡镇级行政单位。鎮上有江湛鐵路途經。

## 行政区划
蚬冈镇下辖以下地区：
蚬冈圩社区、蚬北村、东和村、坎田村、蚬南村、横石村、长乐村、南联村、群星村、风洞村、春山村和春一村。